# Язычная артерия
Язы́чная арте́рия (лат. a. lingualis) — кровеносный сосуд, отходит от наружной сонной артерии на уровне больших рогов подъязычной кости.

## Топография
С участка больших рогов подъязычной кости, язычная артерия идет вниз и вперед, образуя петлю, которую пересекает подъязычный нерв. Далее артерия направляется вперед в горизонтальной плоскости под двубрюшной и шилоподъязычной мышцами и проходит в области язычного треугольника (треугольник Пирогова) под подъязычно-язычной мышцей. После этого, язычная артерия (лат. a. profunda linguae) направляется вертикально к языку, где переходит в глубокую язычную артерию, которая по пути отдает дорсальные ветви (лат. rr. dorsales linguae) в верхнюю часть языка.
Язычная артерия даёт следующие ветви:  Дорсальные ветви языка (rami dorsales linguae), Подъязычная артерия (a. sublingualis), Глубокая артерия языка (a. profunda linguae).